# 金铁霖
金铁霖（1940年6月21日—2022年11月15日），男，满族，黑龙江哈尔滨人，中华人民共和国音乐家、歌唱家、声乐教育家，教授、硕士生导师，曾任中国音乐家协会副主席、北京市文联主席、中国音乐学院院长。中国民族声乐学会副会长。中国传媒大学音乐与录音艺术学院名誉院长。推出了金氏唱法。

## 生平
1940年，金鐵霖出生於滨江省哈尔滨市（今黑龍江省哈爾濱市）一个医生世家，為滿族人，幼年时对音乐产生兴趣，1948年至1960年先后就读于哈尔滨市东傅家区惠黎小学、哈尔滨市第十中学、哈尔滨市第十二中学。金铁霖1960年考入中央音乐学院声乐系，师从男高音歌唱家、声乐教育家沈湘，成为1960年中央音乐学院长春考区唯一被录取的学生，毕业后被分配到中央樂團，先后担任过男高音独唱演员、四重唱演员、乐团合唱队男高音声部长，以《毛主席走遍祖国大地》等作品为人所知。
1981年，41岁的金铁霖受李凌之邀，到中国音乐学院任教，此后很少再登台演出，1985年任中国音乐学院声乐系副主任，1990年任中国音乐学院声乐系主任，1996年至2009年任中国音乐学院院长。他創立的民族聲樂「七字標準」（聲、情、字、味、表、養、象）成為了中國民族聲樂評判的實質標準，更被总结为“金氏唱法”（尽管该说法并非金铁霖本人首创）。
2008年，金鐵霖当选第十一届全国政协委员，代表文化艺术界，分入第二十八组。2022年11月15日11时23分，金铁霖在北京病逝。

## 声乐教育
在教学中培养出许多优秀的歌唱家和声乐演员。其学生在全国性的声乐比赛中获奖70余人次，获省市级比赛奖者若干。
主要学生有李谷一、彭丽媛、宋祖英、张也、董文华、阎维文、戴玉强、李丹阳、吴碧霞、铁金、刘玉婉、孙丽英、程桂兰、吕继宏、刘斌、牟玄甫、胡薇、祖海、汤灿、张燕、李晖、王丽达、陈笠笠、张迈、吕薇、黄华丽、阿拉泰、唐佩珠、郭瓦·加毛吉、刘辉、雷岩、金小凤、吴琼、韩延文、董华、高咏梅、周金星、于连华、王绍玫、王世魁、黎光、湘女、于丽红、方琼、王世惠、李海鸥、谢琳、王永春、柏林林、高韵、夏阳、常思思、周燕君、马晓梦等。朱之文（大衣哥）、香港歌星黎明、李嘉欣等也曾拜他为师。在四十多年“一对一”的声乐教学过程中，金铁霖教授培养了民族声乐教学人才四百余名，各类声乐表演人才上千名。从为中国培养出第一位民族声乐硕士研究生彭丽媛算起，金铁霖教授已经培养出硕士研究生和青年优秀演员研究生班学员40余名。

## 家庭
金铁霖曾与李谷一结婚，后离婚。1990年与马秋华结婚，1993年生下儿子金圣权。